# Хјалмар Шахт
Хјалмар Хорас Грили Шахт (Тинглев, 22. јануар 1877 — Минхен, 3. јун 1970), немачки економски експерт и министар у Хитлеровој влади.
Рођен је у Тинглеву (Tinglev), у Немачкој (данас у Данској), али је детињство провео у САД. У Немачку се вратио 1899. године и постао један од водећих банкара и финансијера. Као специјални монетарни комесар (1923) помогао је обуздавање немачке хиперинфлације. Године 1931. помогао је у формирању такозваног Харцбуршког фронта између нациста и немачких националиста који је припремио пут Хитлеру за долазак на власт. Као министар за економске послове (1934−1937) и председник Рајхсбанке (1933−1939) Шахт је оживео немачку економију после велике депресије и олакшао поновно наоружавање земље пред Други светски рат. Током ратних година његови односи с Хитлером су се погоршали, па је 1944. године ухапшен под оптужбом даје припремао убиство нацистичког лидера. На Нирнбершком процесу је ослобођен оптужби за ратне злочине, али га је немачки денацификациони суд касније на кратко затворио. Током 50-их година 20. века наставио је банкарску каријеру, поставши економски саветник у владама Египта, Ирана и Индонезије.